# Un crime d'amour
Ne doit pas être confondu avec Crime d'amour.
Un crime d’amour est un roman de Paul Bourget (1852 † 1935) écrit d’octobre 1885 à janvier 1886 et qui est un succès, dès sa sortie. Véritable étude de l'adultère, cette œuvre est « un diagnostic minutieux d’une maladie de l'âme » puisque l’écrivain étudie un mal intime et son contexte social en traitant le thème de la dépravation d'une honnête femme par son amant qui, lui, est un sceptique de l’amour.
Ce roman d’analyse, écrit par un analyste des désordres intérieurs, à la suite de Cruelle énigme (1885) qui traite du même sujet, s’interroge sur les passions humaines. En faisant référence à la psychologie expérimentale, Paul Bourget propose dans les derniers chapitres une morale aux cœurs exténués par des relations difficiles.
L’événement qui inspire au romancier Un crime d’amour et s’y trouve transposé trouve son origine dans la relation ombrageuse entre Paul Bourget et sa maîtresse, Marie Kann, et la crise sentimentale qui s’ensuit durant l’été 1885 dans la villa des Kann à Houlgate.

## Dédicace
Le roman est dédié à un ami de jeunesse de Paul Bourget, Gaston Créhange, né à Besançon en 1851 et Professeur agrégé d'histoire à l'École alsacienne de Paris.

## Résumé

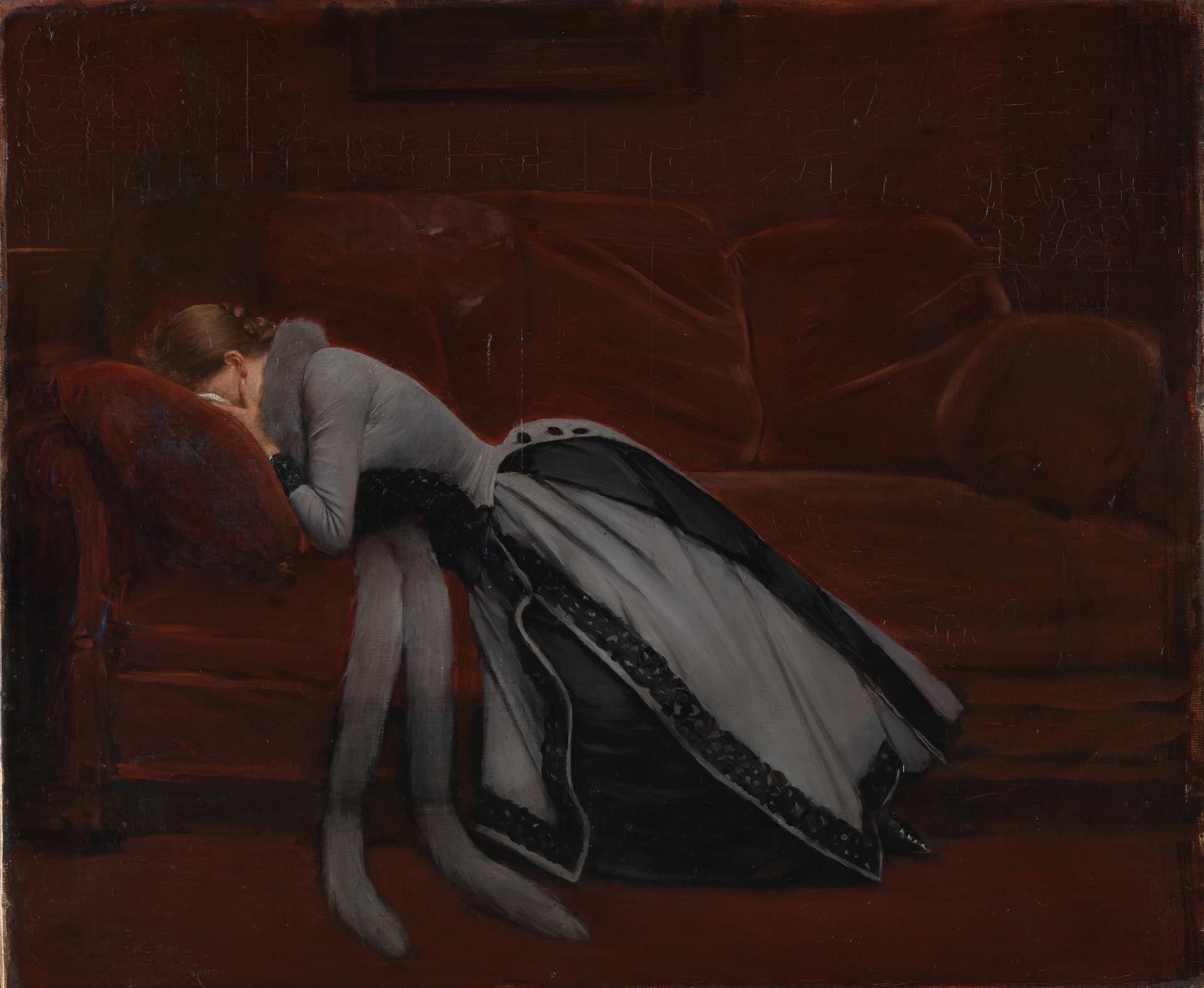
Après la faute, par Jean Béraud, 1885.

Hélène Chazel, l'héroïne du roman dont l'histoire a pour cadre le Paris de la Belle Époque en 1883, entretient une liaison avec Armand de Querne, le meilleur ami de son mari, Alfred Chazel. Alors que l'épouse adultère est sincère dans la relation amoureuse avec son amant et fait un don total d'elle-même à Armand de Querne, ce dernier ne considère cette liaison que comme une aventure banale. Il a séduit Hélène Chazel car il en a, à tort, l'image d'une femme facile qui a eu d'autres amants, notamment monsieur de Varades qui a menti à Armand en se vantant d'avoir eu une liaison avec Hélène. Armand — pour qui Hélène n'est qu'une maîtresse de plus — ne comprend pas l'amour profond qu'elle lui voue et dont il est le premier amant.
Redoutant que le mari bafoué ne finisse par découvrir leur liaison, le jeune baron de Querne prend ce prétexte pour rompre avec sa maîtresse. Lors de la scène de rupture, Armand de Querne laisse entendre à Hélène Chazel qu'il connaît son passé. La jeune femme réalise alors le malentendu sur lequel est basée leur liaison. Par désespoir, elle devient alors la maîtresse d'un second amant, monsieur de Varades. Désespérée, se sentant déshonorée par ces liaisons, Hélène, lors d'une dernière scène, tente de faire comprendre à Armand de Querne qu'il est la cause de sa déchéance et qu'il a commis un crime d'amour :

« Je m'étais gardée pour vous uniquement, comme si j'avais su que je devrais vous rencontrer un jour... Ah! C'est cela que je veux que vous sachiez... Il faudra bien que vous me croyiez, et vous vous direz : – J'étais son premier amour... elle m'aimait comme on rêve d'être aimé, avec tout son cœur, avec tout son être, et non seulement dans le présent, mais dans le passé ; et de cette femme qui m'aimait ainsi voilà ce que j'ai fait : une créature qui ne croit plus à rien, qui ne respecte plus rien, qui a pris un nouvel amant par caprice, qui en prendra un second, un troisième, une femme perdue – Oui, encore une fois, c'est vous qui m'avez perdue, et je veux, je veux que vous le sachiez, et ce sera ma vengeance que vous ne puissiez plus en douter. »

## Personnages

### Marie Kann, source inspiratrice du personnage d'Hélène Chazel, l'épouse

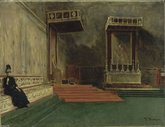
Marie Kann dans la chapelle Sixtine, par Léon Bonnat.

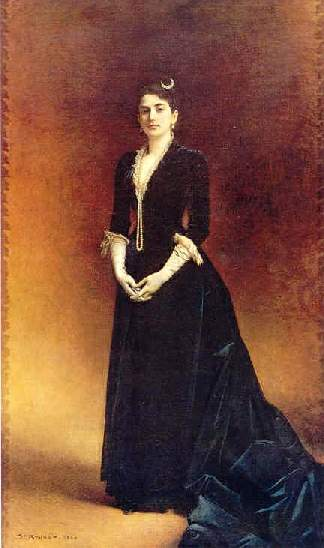
Marie Kann, modèle d'Hélène Chazel, en 1882.

Hélène Chazel a trouvé dans le mariage le moyen d'échapper à la tyrannie d'une marâtre et pense trouver, grâce à cette union, une vie idéale. Déçue par un mari distrait, gauche et qui ne sait rien de la vie, elle s'est donnée à Armand de Querne. Le personnage d'Hélène Chazel est directement inspiré par la jeune femme mariée que Paul Bourget fréquente à cette époque et avec qui il entretient une liaison, Marie Kann.
Marie Kann, née Warchawsky (1861 † 1928), mariée depuis 1881 sur un coup de tête à Édouard Kann, riche banquier juif d'origine viennoise, est une jeune femme ravissante, au charme slave ravageur, coquette, intelligente, dépensière, perfide et ruinant son mari. Elle aime séduire sans se laisser prendre elle-même. C'est une amie de madame Pol Neveux, du peintre académique et portraitiste de la Troisième République Léon Bonnat, de la princesse Mathilde, de la comtesse Emmanuela Potocka, d'Elisabeth de Forceville (née Cahen d'Anvers) et de Fanny von Pfeiffer et de son mari Jules Ephrussi. Toxicomane jusqu'à devoir subir des cures de désintoxication, elle n'hésite pas à mener plusieurs liaisons de front (Paul Bourget et Guy de Maupassant) et à partir en vacances dans sa villa à Houlgate, à Gérardmer ou à la Villa des Dunes située à Cannes avec son mari Édouard Kann, mais également accompagnée de Paul Bourget. Elle tient salon au 33, rue de Monceau à Paris et sa sœur, Loulia Warchawsky a épousé le frère de Louis Cahen d'Anvers, Albert Cahen qui est un ami proche de Paul Bourget depuis 1867. Elle est aussi la tante d'Ignace Legrand. À la fin de sa vie, Marie Kann habite 118, rue de Grenelle dans le petit hôtel de Villars, résidence des Cahen d'Anvers.

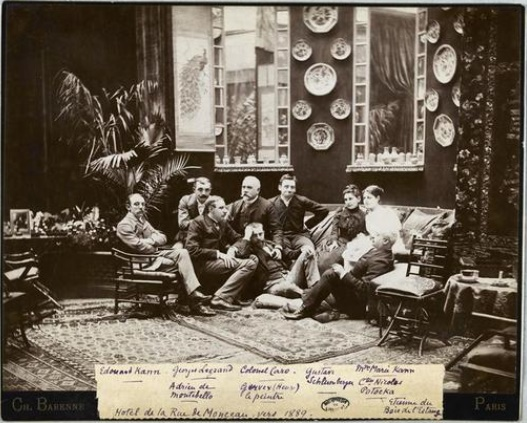
Édouard et Marie Kann au cercle des Macchabées en 1889.

Marie Kann a aussi une grande influence sur le talent de Guy de Maupassant et certains de ses romans présentent une ressemblance troublante avec quelques œuvres de Paul Bourget qui, après sa rupture avec Marie Kann, accuse son ancienne maîtresse d'avoir donné à Maupassant le sujet de romans qu'il s'apprêtait à publier. Cette accusation date de 1889 lorsque Paul Bourget pense que sa maîtresse l'a trahi « en attirant l'attention de Maupassant sur le sujet qu'il était en train de traiter pour son prochain roman Cosmopolis : la question des relations mère - fille ».
Selon quelques auteurs la jeune femme aurait également servi de modèle à l'héroïne inaccessible à la passion, Michèle de Burne, dans le roman de Maupassant, Notre cœur.

### Armand de Querne, l'amant à qui Paul Bourget prête ses traits

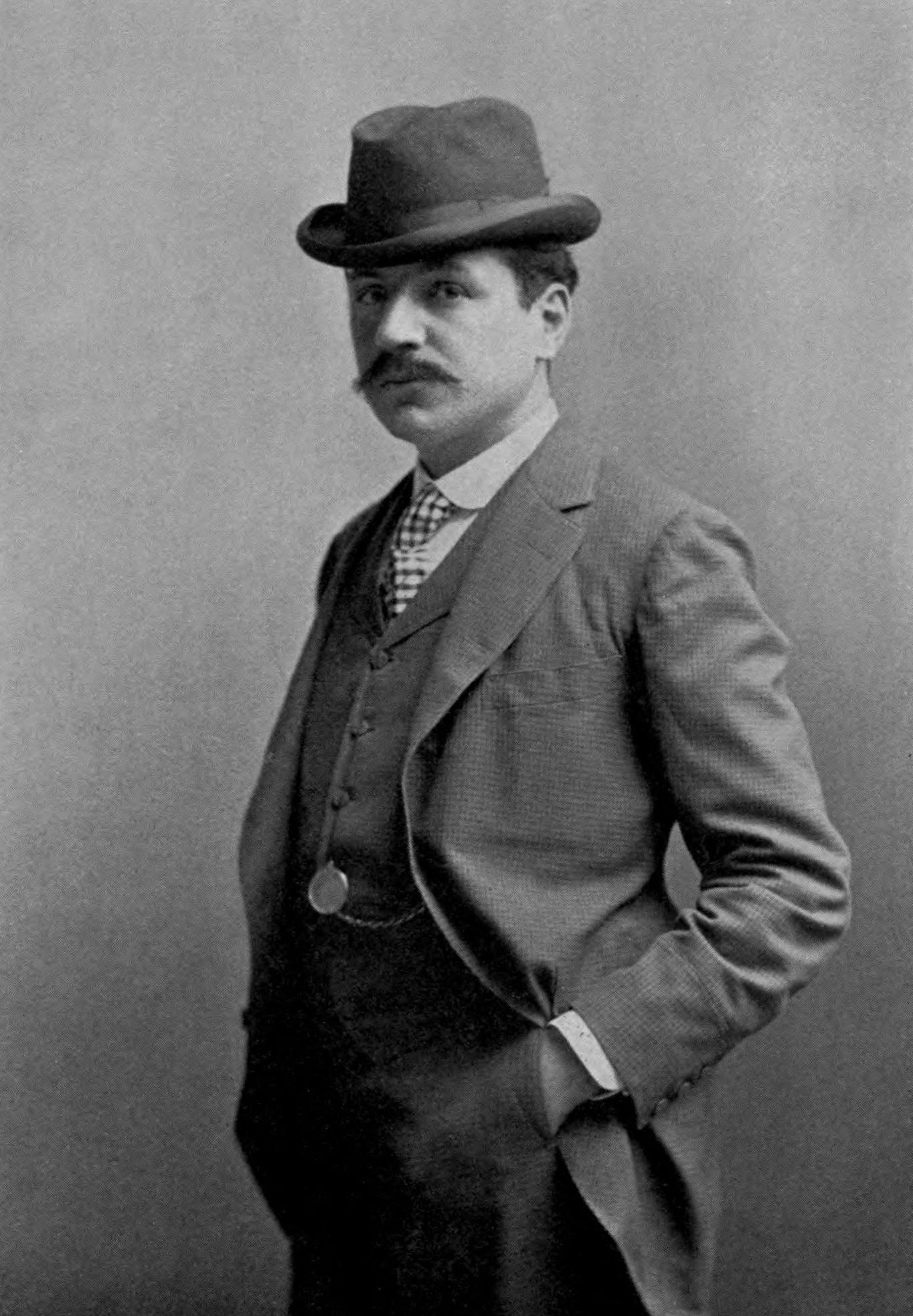
Paul Bourget, vers 1888.

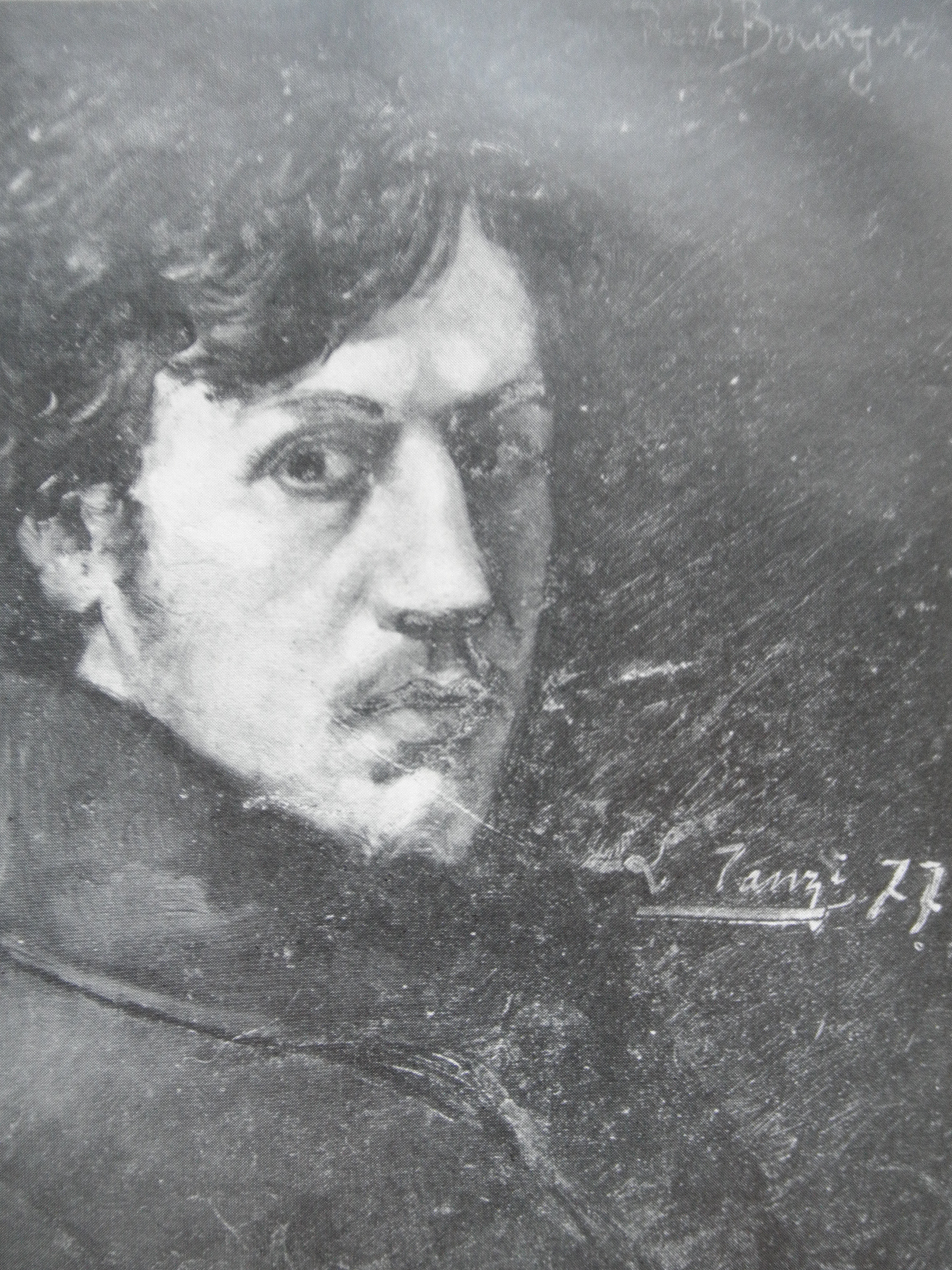
Paul Bourget en 1877.

Le jeune baron de Querne est un nihiliste viveur, un pessimiste à bonnes fortunes, un viveur désabusé qui cache la sécheresse de son cœur en collectionnant les aventures. Il a à peu près séduit la femme de son meilleur ami, un ancien condisciple, l'ingénieur Alfred Chazel. Mais même s'il est blasé de l'amour, il n'est pas un homme irrévocablement corrompu et prend conscience qu'il a blessé à mort Hélène Chazel et qu'il a accompli un véritable crime d'amour. Un bouleversement s'opère dans son cœur et dans son esprit ; il se promet de tout mettre en œuvre pour racheter sa faute. Armand de Querne est, selon l'expression de Paul Bourget, « une espèce d'enfant du siècle à la date de 1883 ». Il est le symbole d'une espèce qui prolifère dans les sociétés déclinantes. Le romancier évoque d'ailleurs dans le livre des événements politiques et historiques dont il a été lui-même le témoin direct dans sa jeunesse et qui provoquent, dans le récit, le déséquilibre d'Armand : la guerre, la Semaine sanglante de 1871.
De nombreux éléments autobiographiques rappelant la jeunesse de Paul Bourget permettent au biographe de l'écrivain, Michel Mansuy, de penser que la ressemblance du personnage avec le romancier lui-même est sans équivoque : l'atmosphère étouffante de la maison familiale, le collège, les lectures précoces, la perte de la foi.

### Édouard Kann, modèle supposé d'Alfred Chazel, le mari

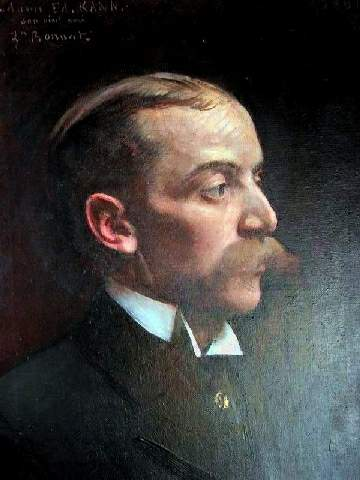
Édouard Kann, modèle d'André Chazel.

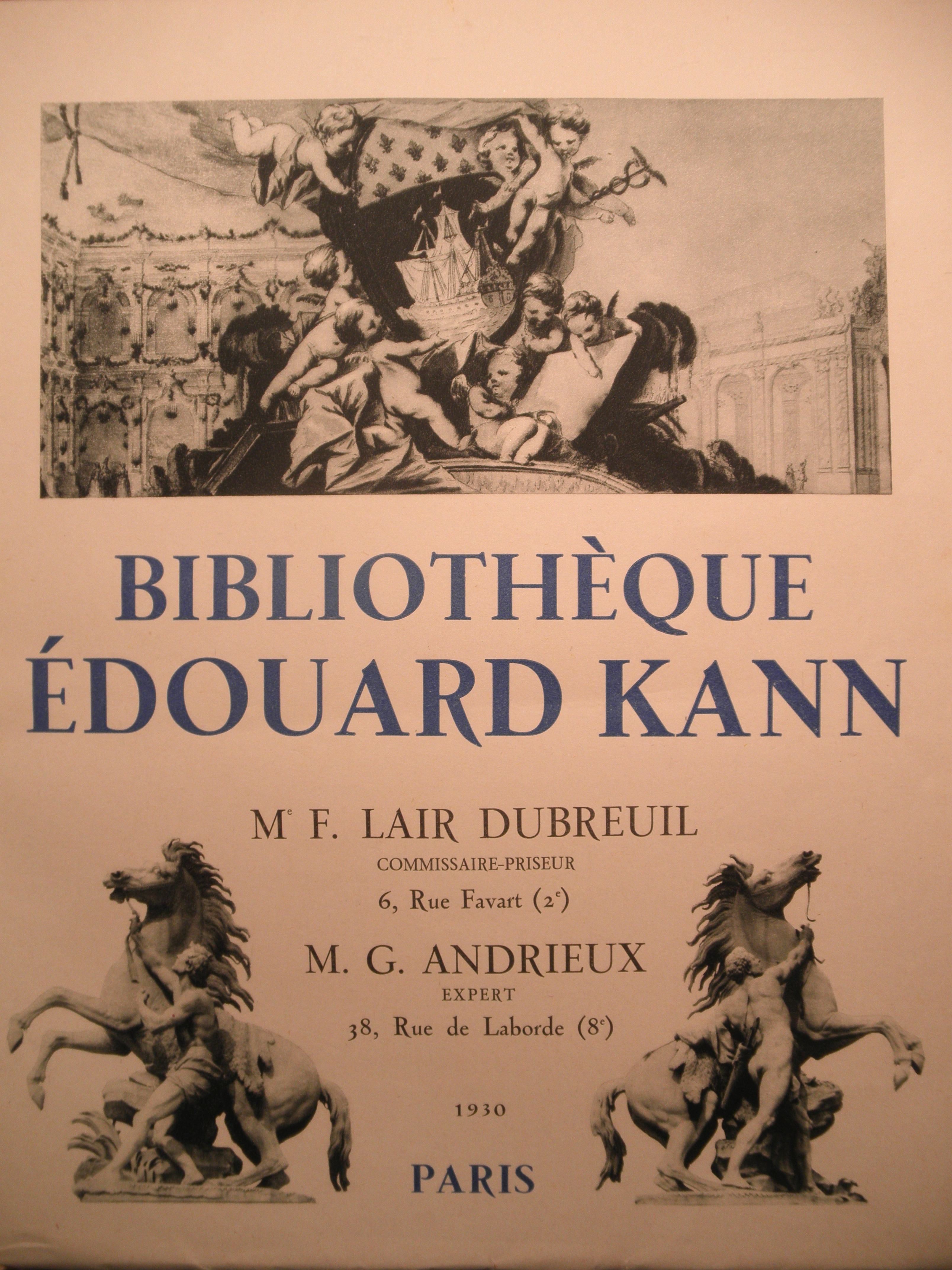
Catalogue de la collection Kann.

Alfred Chazel, le mari, est un homme doux, plein de tendresse, d'une intelligence supérieure mais d'une niaiserie presque sans bornes et vivant dans le monde abstrait de la science. S'étant toujours gardé du plaisir, il n'a jamais songé à déchiffrer cette énigme terrible : la femme. Il est gauche dans son affection pour Hélène Chazel qu'il adore sincèrement et un peu ridicule dans ses vêtements. Il fait pitié auprès de son épouse étincelante à qui il n'a apporté que des déceptions d'amour :

« Alfred Chazel offrait le type accompli d'un Français de la classe moyenne, qui a dû travailler trop assidûment, préparer trop d'examens, passer trop d'heures sur des papiers ou devant un tableau, à l'âge ou le corps se développe. Quoiqu'il eût trente-deux ans à peine, les signes d'un commencement d'usure physique abondaient en lui. Il avait les cheveux rares, le teint comme appauvri... comme une gaucherie de tout le corps. »

Bourget décrit le personnage d'Alfred Chazel à l'image de l'époux de Marie Kann qu'il a « honte de bafouer » ; comme Armand de Querne vis-à-vis d'Alfred, Bourget éprouve une grande affection pour Édouard Kann à cause de l'immense tendresse que celui-ci témoigne à sa femme. Alors qu'Alfred Chazel est un homme de science, distrait, Édouard Kann est un bibliophile averti qui se passionne pour les éditions rares.

## Roman d'analyse, thèmes abordés

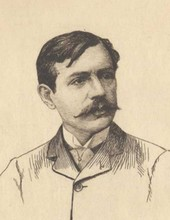
Paul Bourget vers 1880, Eau-forte de Robert Kastor.

Le « premier » Paul Bourget, celui d'avant sa conversion au catholicisme et qui excelle dans le roman d'analyse, est moraliste et un analyste des désordres du cœur qui étudie finement le mécanisme de l'adultère et ses conséquences ; faisant preuve d'un certain relativisme, il accorde moins d'importance aux mœurs qu'à la psychologie et considère ses romans comme « de simples planches d'anatomie morale ». Il accuse une vision souvent pessimiste de la société à l'image du caractère du baron de Querne. Le narrateur recherche dans le style analytique, la précision de l'observation minutieuse et se réfère à la science médicale et anatomique de l'époque.

### L'impuissance d'aimer
L'étude de certains aspects de Notre cœur de Guy de Maupassant et d'Un crime d'amour permet de déceler deux visions en miroir de l'impuissance d'aimer : l'une, masculine est celle d'Armand de Querne, professionnel de l'adultère et par conséquent blasé, « un cadavre de cœur, glacé, immobile, tué », se méfiant des femmes et d'Hélène Chazel en particulier et l'autre, féminine, naissant au contraire d'une absence d'introspection chez Michèle de Burne, dans le roman de Maupassant. Laure Helms explique que « ces deux versions de l'impuissance d'aimer résultent toutes deux d'un rapport biaisé au temps et plus précisément d'une contradiction entre la volonté incessante de renouveau et l'enlisement dans un passé qui fait obstinément retour ».

### Perfectionnement de l'âme grâce à la pitié et au pardon
Paul Bourget nous livre alors, à travers le drame de ces trois cœurs (l'épouse, le mari et l'amant), une réflexion sur le libre arbitre, le déterminisme (un déterminisme proche de celui d'Hippolyte Taine), la pitié (qui ranime le cœur desséché d'Armand de Querne) et le pardon lorsque le mari trompé, soupçonnant l'infidélité de sa femme, demande une explication loyale à l'amant, son ami d'enfance. Armand de Querne, mis en face de cette bonté, de cette résignation, de cette tendresse, prend conscience de son infamie. Le romancier plaide pour la morale de l'amour et du perfectionnement intérieur ; il cherche « dans les lois du cœur le secret de la santé et de l'équilibre » sans parvenir toutefois encore au vertige de la foi :

« Pour que ce remords fût justifié, songeait Armand, il faudrait que je fusse coupable, c'est-à-dire responsable et libre. Est-ce que la liberté n'est pas un vain mot, et par suite le bien et le mal, la vertu et le vice ?... Qui suis-je ? le produit d'une certaine hérédité, placé dans de certains milieux. Les circonstances une fois données, je devais sentir comme j'ai senti, penser comme j'ai pensé, vouloir comme j'ai voulu... »

## Réception de l'œuvre

### France
L'accueil de la critique de l'époque est excellent. Edmond Schérer, dans un article remarqué, reconnaît les mérites de ce roman. Henri Chantavoine est, de même, élogieux dans le Débats du 23 mars 1886. Maurice Barrès, Édouard Rod, H. Lys ou M. Gaucher confortent l'impression d'une réussite d'Un crime d'amour qui assure définitivement à Bourget son aisance financière.
Le succès du roman est d'autant plus affirmé que la littérature de l'époque, aussi bien française qu'étrangère, semble s'intéresser aux souffrances humaines et aux soubresauts du cœur. Monsieur Parent (1885) de Guy de Maupassant ou surtout Le Roman russe (1886) d'Eugène-Melchior de Vogüé et les romans de Pierre Loti en sont les témoins en France.
Octave Mirbeau compare les écrits des maîtres de la littérature russe, qui profitent d'un succès grandissant en France, à Un crime d'amour et établit un parallèle entre Anna Karénine de Léon Tolstoï et la scène du pardon d'Alfred Chazel.
Léo Trézenik (pseudonyme de Léon Épinette) se montre également, dans la revue Lutèce, acquis à ce roman qui analyse « cette maladie morale dont souffre de Querne, maladie bien du siècle, bien d'aujourd'hui, bien de demain car elle ira en aggravant ses symptômes, et nulle thérapeutique ne prévaudra contre elle. »

### Outre-Manche: le procès Vizetelly
Le roman d'analyse subit des revers outre-Manche puisque son style est considéré comme indécent par la critique anglo-saxonne et les associations de préservation de la moralité publique (National Vigilance Association essentiellement). L'éditeur et traducteur anglais Henry Vizetelly est condamné à trois mois de prison ferme pour la traduction choquante de l'œuvre de Bourget. Vizetelly est déjà montré du doigt durant cette période pour la traduction, dans un style qualifié d'obscène par l'Angleterre victorienne, des romans d'Émile Zola, Nana, Pot-Bouille et La Terre.
Ce procès concerne la traduction non seulement du livre de Bourget mais également de deux romans de Guy de Maupassant, ainsi que de nombreux ouvrages de Zola alors en catalogue dans la maison d'édition Vizetelly ainsi que le précise Donald Serrell Thomas (en). La différence de culture entre la France d'une part et la Grande-Bretagne ou les États-Unis d'autre part incite Henry James à se montrer réservé sur le contenu osé d'Un crime d'amour.